# Evelyn De Morgan
Evelyn De Morgan (Londen, 30 augustus 1855 – aldaar, 2 mei 1919) was een Engels kunstschilderes die in het begin van haar carrière wordt geassocieerd met de latere fase van de prerafaëlitische stroming. Ze werkte in verschillende stijlen, waaronder estheticisme en symbolisme. Haar werk maakt gebruik van een reeks metaforen (licht en duisternis, transformatie en ketenen) om uitdrukking te geven aan spiritualistische en feministische themas. In haar latere werk focust ze ook op oorlogsthema's en conflict waaronder de Tweede Boerenoorlog en de Eerste Wereldoorlog, vanuit een pacifistisch perspectief.
De Morgan werd geboren als Mary Evelyn Pickering, dochter van de jurist Percival Andree Pickering en Anna Maria Wilhelmina Spencer-Stanhope, een zuster van de schilder John Roddam Spencer Stanhope. Het gezin waarin zij opgroeide was welgesteld en zij kreeg een goede opvoeding aan huis.
Op 15-jarige leeftijd begon zij tekenlessen te volgen en toen zij 17 was ging ze een studie volgen aan de Londense Slade School of Fine Art, waar zij enige prijzen voor haar werk in de wacht wist te slepen. Haar eerste tentoonstelling vond plaats in 1876 in de Dudley Gallery, gevolgd door een expositie in de Grosvenor Gallery.
Haar oom John Rodham Spencer-Stanhope kocht een villa in Florence, wat haar in de gelegenheid stelde regelmatig naar Italië te reizen en er de kunst te bestuderen in Rome, Perugia, Assisi en Florence.
In 1887 trouwde zij met de keramist William De Morgan, een vriend en medewerker van William Morris. De echtelieden inspireerden elkaar wederzijds. Zij verdiepten zich onder meer in spiritisme, waren voorvechters van sociale hervormingen zoals het vrouwenkiesrecht en deelden een interesse in morele kwesties. De Morgan overleed in 1917, zij overleed twee jaar later.
Evelyn de Morgan liet zich in haar schilderwerk inspireren door ander anderen Edward Burne-Jones, Dante Gabriel Rossetti en de door haar bewonderde Sandro Botticelli. Haar thema's ontleende zij aan religieuze en allegorische figuren en taferelen en sterke vrouwenfiguren, vaak met een boodschap van hoop en moed. De Tweede Boerenoorlog en het uitbreken van de Eerste Wereldoorlog leidden tot werken met een anti-oorlogssentiment. In 1916 organiseerde zij een tentoonstelling van dertien werken ter ondersteuning van het werk van het Rode Kruis.

Selectie
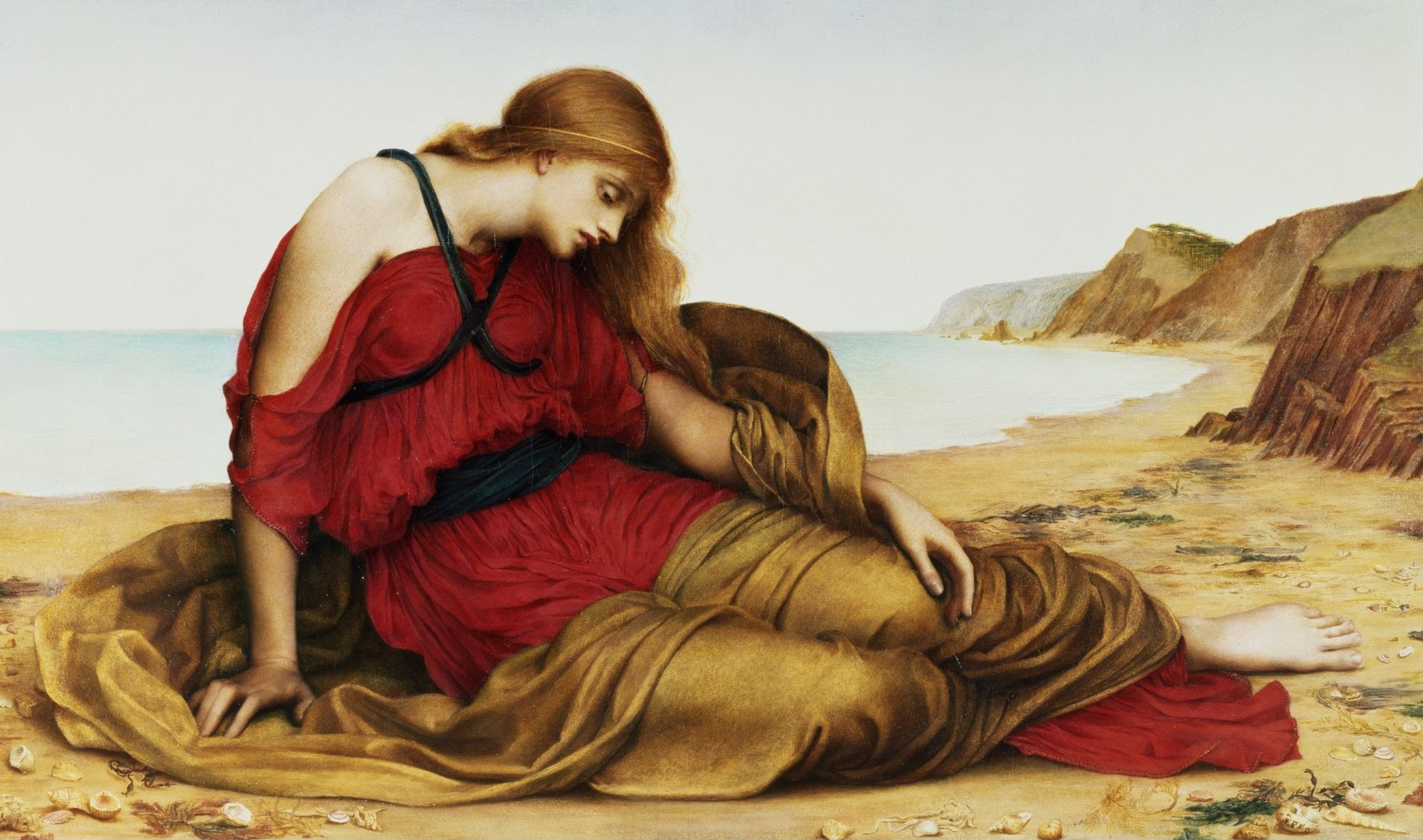
Ariadne in Naxos, 1877
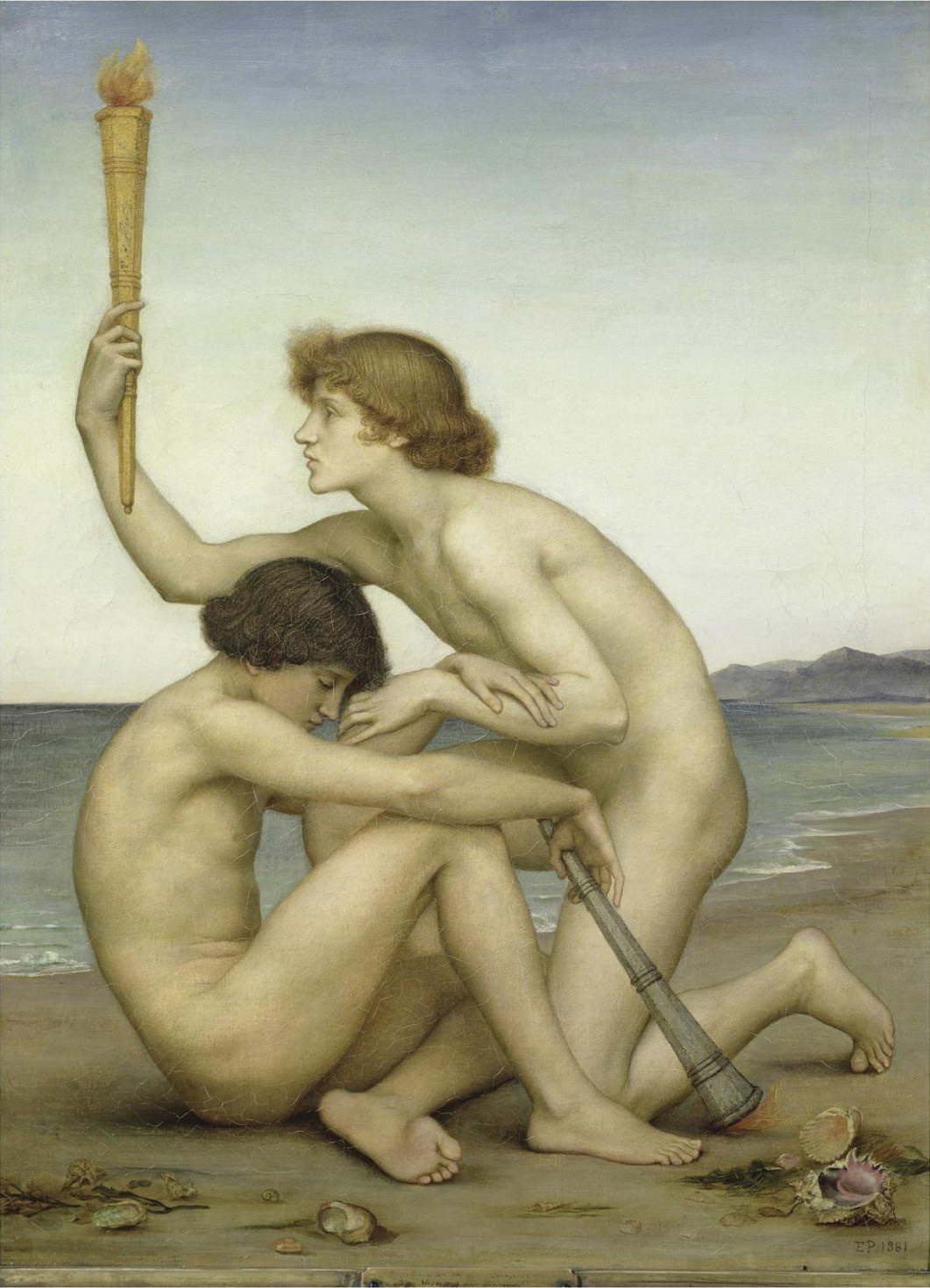
Phosphorus en Hesperus, ca. 1881
Flora, 1894
Het Rode Kruis, 1918